# 大阪府立咲くやこの花中学校・高等学校
大阪府立咲くやこの花中学校・高等学校（おおさかふりつ さくやこのはな ちゅうがっこう・こうとうがっこう）は、大阪府大阪市此花区西九条に所在し、中高一貫教育を提供する公立中学校・高等学校。

## 概要
従来の大阪市立扇町高等学校と大阪市立此花総合高等学校を統合改編し、2008年に大阪市立咲くやこの花中学校・高等学校として開校した。
大阪市立としては最初に設置された中高一貫校であり、また大阪府下の公立学校としても最初に設置された中高一貫校でもある。
前身校の大阪市立扇町高等学校、および大阪市立此花総合高等学校での教育実践を引き継ぎ、3学科を設置する高等学校と併設中学校を発足させた。
学校敷地については前身校のいずれの敷地も引き継がず、大阪市此花区西九条6丁目に新設した。また2008年度・2009年度の2年間は、前身校2校も大阪市立咲くやこの花中学校・高等学校の敷地内に移転して同居する形になった。
2022年度に大阪府に移管された。

### 高等学校
大阪府立咲くやこの花高等学校には総合学科、演劇科、食物文化科の3学科を設置する。総合学科の定員の一部と、演劇科・食物文化科の全定員については、高校入試で募集する。いずれの学科も学区の制限はなく、大阪府内全域から出願が可能である。
また、総合学科の定員の一部については、併設校の大阪府立咲くやこの花中学校からの内部進学となる。
総合学科には「理数系列」「ロボット工学系列」「スポーツ系列」「言語社会系列」「造形芸術系列」「映像表現系列」の6つの系列を設置し、生徒の興味や関心・希望進路などに応じて多彩な選択科目を受講することが可能となる。
演劇科は公立高等学校としては全国で2例目の設置となり、演劇について専門的に学ぶ。
食物文化科では食物の扱いや調理について専門的に学ぶ。同学科では、調理師資格取得も可能なカリキュラムが組まれる。

### 中学校
併設中学校である大阪府立咲くやこの花中学校では、選択教科の時間などを活用して、理工分野、スポーツ分野、言語分野、美術・デザイン分野をそれぞれ重点的に学習するコースが設置され、生徒個々人の能力を伸ばすことを目標とする。
また高校教員が中学校の授業を担当することもある。中学校の在籍者は、卒業後高校の総合学科へ無選抜で進学することができる。
中学校の募集については、入学者選抜が実施される。2022年度の大阪府への移管に伴い、同年度以降は大阪府全域から出願できることになった。大阪市立学校として生徒募集をおこなっていた2021年度までは、出願できる地域は大阪市在住者となり、高校と違い大阪市外在住者は出願できなかった。

## 沿革

### 年表
- 2004年 - 大阪市立扇町高等学校と大阪市立此花総合高等学校の統合で、大阪市立の中高一貫校設置の方針を決定。
- 2007年5月 - 学校名称を「大阪市立咲くやこの花高等学校・大阪市立咲くやこの花中学校」と決定。
- 2008年4月1日 - 開校。
- 2008年5月9日 - 開校記念式典を実施。
- 2008年6月 - 高校総合学科の「人文科学系列」を「言語文化系列」に名称変更。
- 2009年5月 - 高校総合学科の「自然科学系列」を「理数系列」に名称変更。
- 2020年4月 - 高校総合学科の「言語文化系列」を「言語社会系列」に名称変更。
- 2022年 - 大阪府に移管。大阪府立咲くやこの花高等学校・大阪府立咲くやこの花中学校に改称。

## 出身者
- 小林唯 - ミュージカル俳優、高校演劇科2期生
- 沢井美空 - シンガーソングライター、高校2年まで在学
- 三井莉穂 - ミュージカル俳優、高校演劇科1期生
- 竹下幸之介 - プロレスラー、在学中にデビュー
- 上野勇希 - プロレスラー
- 黒田大夢 - ミュージカル俳優、高校演劇科5期生

## 交通
- 西九条駅より南西へ約400m（大阪環状線・JRゆめ咲線・阪神なんば線利用）